# Розділений екран
Розділений екран (англ. Split screen) — техніка відображення у комп'ютерній графіці, коли відбувається розділення одного екрана на кілька суміжних частин для одночасного відображення кількох (зазвичай пов'язаних) потоків відео або текстової інформації на одному дисплеї. Наприклад, у програмі тривимірного моделювання два окремих вікна можуть використовуватися для одночасного перегляду та редагування моделі з двох сторін, або у відеогрі, для організації гри двох або більше гравців одночасно, коли кожному гравцеві виділена окрема область екрана, і він може переміщатися по ігровому світу майже незалежно від інших учасників.

## Розділений екран у відеоіграх

Екран, розділений на чотири частини для трьох гравців. Четверта частина екрана може використовуватися для четвертого гравця, а у грі втрьох показує додатковий вид, не прив'язаний до конкретних гравців

У відеоіграх режим розділеного екрана здебільшого застосовується для організації багатокористувацької гри. Але також іноді зустрічаються й інші області застосування; наприклад, у грі Fahrenheit цей прийом використовується для одночасного відображення ігрових подій з різних перспектив.
Розділений екран для багатокористувацької гри найчастіше зустрічається в іграх для гральних консолей, особливо для старих, де не було можливості підключення до мережі. Для двох гравців зазвичай використовується поділ екрана по горизонталі; рідше зустрічаються режими з вертикальним поділом. У консолях з можливістю підключення більше двох геймпадів можуть бути присутні режими з одночасним поділом на три/чотири частини (тобто три або чотири гравці одночасно). Попри розвиток мережевих можливостей у сучасних консолях, багатокористувацька гра в режимі розділеного екрана ще досить часто використовується в консольних іграх.
У іграх для персональних комп'ютерів цей спосіб багатокористувацької гри зустрічається дуже рідко; це пов'язано з набагато більшою доступністю мережевих технологій на комп'ютерах, іноді підвищенням вимогливості до ресурсів комп'ютера (необхідно малювати відразу кілька картинок на екрані) і проблемами з керуванням (для більшості ігор потрібна була б окрема миша для кожного гравця; мала поширеність геймпадів).
Прикладами ігор з підтримкою багатокористувацької гри з розділеним екраном є Quake III для Dreamcast (до чотирьох гравців), Serious Sam для ПК (теж до чотирьох), Split Second: Velocity, Blur, Terminator Salvation: The Future Begins і Portal 2.

## Історія
Ігри з розділеним екраном сягають принаймні 1970-х років, такі ігри, як Drag Race (1977) від Kee Games, представлені в аркадах у цьому форматі. Такий тип ігор з самого початку став звичним для домашніх ігрових консолів для двох і більше гравців, а також таких ігор, як Kikstart II для 8-бітних систем, низка ігор з перегонів (Lotus Esprit Turbo Challenge та Road Rash II на 16-бітних системи) і Lemmings на 16-розрядних системах, де використовується вертикальне або горизонтальне розділення екрана для двох гравців.
Xenophobe — тристороння аркада з розділеним екраном, але на домашніх платформах її було скорочено до одного або двох екранів. Додавання чотирьох портів контролерів на домашніх консолях дало можливість створювати більше ігор на чотирьох гравців з розділеним екраном, як-от Mario Kart 64 і Goldeneye 007 на Nintendo 64. В аркадах машини зазвичай тяжіли до роботи на повний екран для кожного гравця або кількох клієнтів для багатокористувацької гри. На домашніх консолях, особливо в шутерах від першої та третьої особи, багатокористувацька гра більш поширена через мережу чи інтернет, а не локально з розділеним екраном.